# Epictia goudotii
Epictia goudotii là một loài rắn trong họ Leptotyphlopidae. Loài này được Duméril & Bibron mô tả khoa học đầu tiên năm 1844.

## Hình ảnh

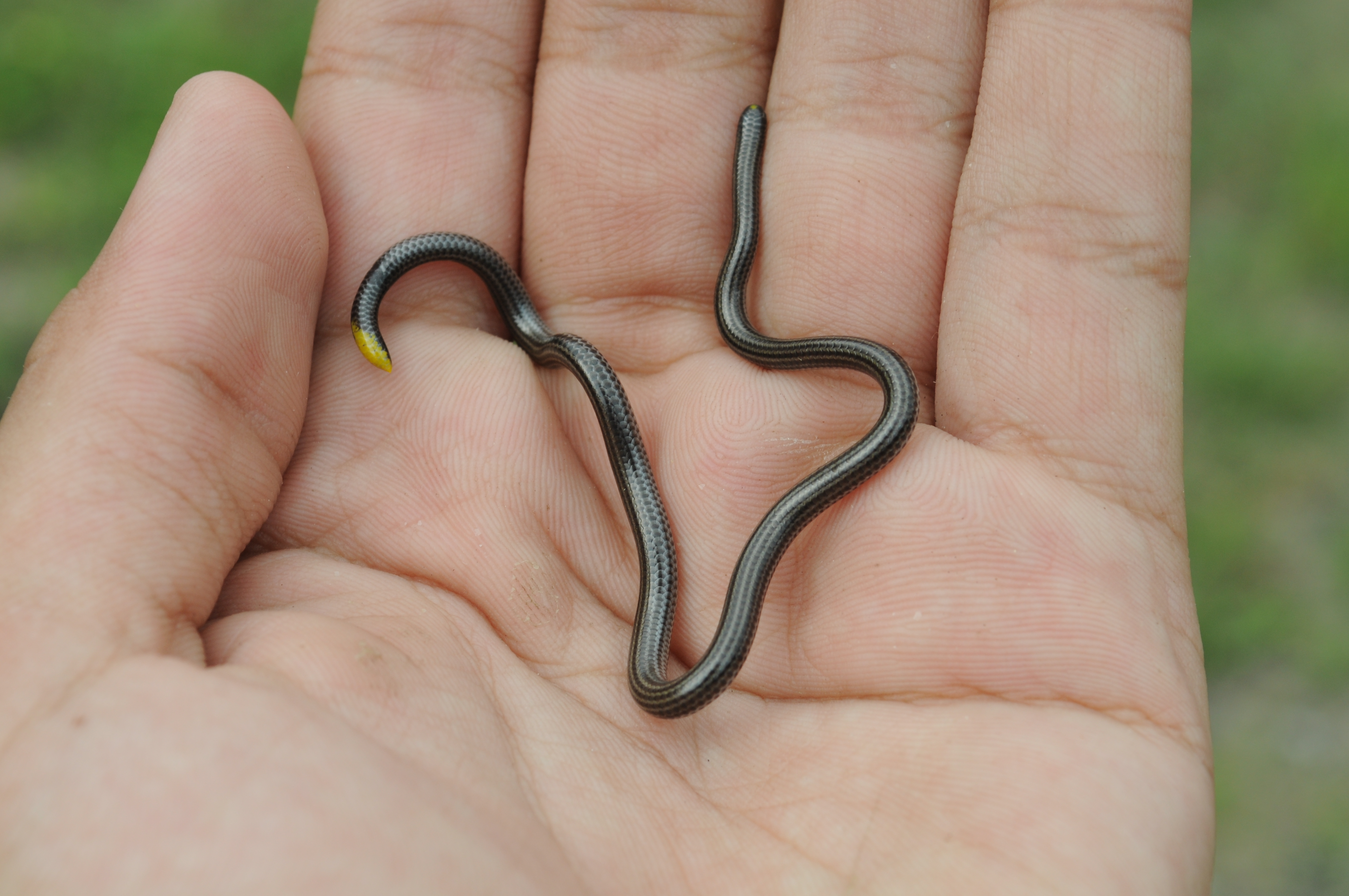